# Luma (Crambidae)
Luma (Crambidae) é um gênero de mariposa pertencente à família Crambidae.